# ОШ „Олга Петров” Београд
ОШ „Олга Петров” једна је од основних школа у Београду. Налази се у улици Падинска Скела 9, у насељу Падинска Скела у општини  Палилула, а основана је 1955. године.

## Историјат
Школа је почела са радом 30. јануара 1955. године, а у то време састојала се од осам издвојених  (седам четвороразредних школа и једне петоразредне) и матичне школе која је осморазредна и прима све ученике из издвојених одељења који похађају више разреде. Први статут школа је добила 12. фебруара 1966. године. Добила је име по Олги Петров, учитељици, учесници Народноослободилачке борбе и народном хероју Југославије.
Решење о оснивању „Радничке школе општеобразовног карактера“ у рангу осмогодишње школе, а при осмогодишњој школи „Олга Петров“  у Падинској Скели донето је 22. децембра 1955. године, а полазници ове школе били су радници ПКБ корпорације. Настава је почела школске 1955/56. године, а трајала је у скраћеном програму, четири године. Током прве две године прелазио се програм четири нижа разреда, а друге две четири разреда основне школе. Након завршетог четвртог разреда полагао се нижи течајни испит. У овим одељењима наставу су изводили редовни учитељи и наставници ОШ „Олга Петров“, у вечерњим сатима. У оквиру ових одељења постојали су вишемесечни курсеви за стицање интерних квалификација као што су курс за трактористе, сточаре и други, за раднике запослене у ПКБ-у.
Школа „Огла Петров” је на основу решења НР Србије донетог 12. фебруара 1959. године постала огледна школа. Рад се заснивао на одредбама Правилника о огледним школама. У огледним школама вршила су се испитивања новог наставног плана и програма, педагошка, педагошко-психолошка и дидактичка испитивања која је организовао и вршио Завод за унапређење школства НР Србије. Након завршетка школске 1969/70. године тестирани су ученици VI и VIII разреда од стране ППЗ. Упоређујући податке са тестирања ученика школа „Заге Маливук“ у Крњачи, „Васе Пелагића“ у Котежу, „Стеван Сремац“ у Борчи и „Олге Петров“ констатовано је да су најбољи резултати ученика школе „Олга Петров“. У статуту школе из 1974. године у називу школе више не стоји одредница „огледна“.
Од школске 1966/67 године у школи је организована допунска настава за ученике који изостају са наставе, а касније је она препасла као облик помоћи свим ученицима. При основној школи била је образована и ученичка радна заједница са производним и услужним програмом под називом „Ученички пољопривредни комбинат у Падинској Скели”. Оваква радна заједница била је новина у образовању и имала је за циљ побољшавање социјалних односна и развијање еколошке свести. Школске 1961/62. године школа је добила експериментални задатак од Републичког завода за унапређење настава под називом „Функционална повезаност школског врта са наставом“. Циљ је био уређење школског врта и зоо кутка. Неговање зоо кутка постала је традиција школе. Пошто су у њему деценијама одгајани паунови, на предлог ученика школе, школске 2004/05. године паун постаје симбол школе.
Од школске 1954/65 школа је имала продужени и целодневни обравак, све до школске 1988/89. године. Током школске 1964/65. у школи су се учили енглески, руски и француски језик. Од школске 1982/83 руски језик се учи од трећег, а енглески од петог разреда. Данас ученици енглески језик уче од првог, а руски од петог разреда.